# Istocheta nyctia
Istocheta nyctia är en tvåvingeart som först beskrevs av Borisova 1966.  Istocheta nyctia ingår i släktet Istocheta och familjen parasitflugor. Inga underarter finns listade i Catalogue of Life.